# Погоріловське сільське поселення (Тотемський район)
Погорі́ловське сільське поселення (рос. Погореловское сельское поселение) — сільське поселення у складі Тотемського району Вологодської області Росії.
Адміністративний центр — селище Юбілейний.

## Населення
Населення сільського поселення становить 2990 осіб (2019; 3030 у 2010, 2888 у 2002).

## Історія
2001 року був ліквідований присілок Фроловське.
Станом на 2002 рік існувала Погоріловська сільська рада (центр — присілок Погорілово), присілок Черепаніха перебував у складі Маниловської сільської ради.
2004 року сільрада перетворена в сільське поселення. 2020 року було ліквідовано присілок Мальцево.

## Склад
До складу сільського поселення входять:
| Населений пункт       | Населення, осіб (2002) | Населення, осіб (2010) |
| --------------------- | ---------------------- | ---------------------- |
| Биково, присілок      | 52                     | 54                     |
| Боярське, присілок    | 7                      | 14                     |
| Горбенцово, присілок  | 78                     | 69                     |
| Горка, присілок       | 0                      | 0                      |
| Жилино, присілок      | 21                     | 13                     |
| Залісьє, присілок     | 60                     | 53                     |
| Івакіно, присілок     | 33                     | 36                     |
| Комариця, присілок    | 10                     | 2                      |
| Косновиця, присілок   | 0                      | 0                      |
| Котельне, селище      | 56                     | 39                     |
| Мальцево, присілок    | 0                      | 0                      |
| Маниловиця, присілок  | 88                     | 91                     |
| Масліха, присілок     | 10                     | 5                      |
| Петрілово, присілок   | 78                     | 84                     |
| Підгорна, присілок    | 0                      | 0                      |
| Погорілово, присілок  | 388                    | 501                    |
| Погост, присілок      | 104                    | 81                     |
| Родна, присілок       | 2                      | 0                      |
| Світиця, присілок     | 4                      | 4                      |
| Семенково, присілок   | 11                     | 6                      |
| Топоріха, присілок    | 22                     | 21                     |
| Федоровська, присілок | 23                     | 20                     |
| Фоминське, присілок   | 102                    | 104                    |
| Черепаніха, присілок  | 33                     | 20                     |
| Юбілейний, селище     | 1658                   | 1771                   |
| Якуніха, присілок     | 48                     | 42                     |